# Ærkeengel
Ærkeengle indtager i englenes rangorden en særstilling. Efter forskellige traditioner er de tre, fire eller syv og står nærmest Guds trone.
Ifølge Dionysios Areopagitas angelologi indtager de dog den næstnederste plads, over de almindelige engle.
Efter klassisk tradition er der tre (undertiden fire) ærkeengle: Michael, Gabriel og Rafael (til tider også Uriel).
Ordets kommer fra det græske αρχάγγελος archangelos, af αρχη arkhē, "chef", "første" + άγγελος, angelos "budbringer".

## Syv ærkeengle
Systemet med syv ærkeengle er en gammel tradition i Abrahamitiske religioner.
Den tidligste omtale er i Enoks bog, en af de gammeltestamentlige pseudepigrafer (Apokryfe skrifter).
Her opstilles forskellige sammenhænge hvor der nævnes syv ærkeengle.
| Enoks bog            | Michael | Gabriel | Rafael | Uriel | Raguel    | Zerakiel | Remiel    |
| Dionysios Areopagita | Michael | Gabriel | Rafael | Uriel | Chamuel   | Jophiel  | Zadkiel   |
| Pave Gregor 1.       | Michael | Gabriel | Rafael | Uriel | Simiel    | Orifiel  | Zachariel |
| De ortodokse kirker  | Michael | Gabriel | Rafael | Uriel | Selaphiel | Jegudiel | Barachiel |